# زیگفرید شمیت
زیگفرید شمیت (انگلیسی: Sigi Schmid؛ ‏ آلمانی: [ˈzi:kfʀi:t ˈzi:ɡi: ʃmi:t]; ۲۰ مارس ۱۹۵۳ – ۲۵ دسامبر ۲۰۱۸) یک مربی فوتبال اهل آلمان بود.